# Catherine Rabett
Catherine Rabett (London, 1960. július 20.) brit színművész, modell és táncosnő.

## Pályafutása
Diplomáját a School of Art History and World Art Studies-on szerezte meg. Pályáját modellként és táncosnőként kezdte. Tagja volt a fHot Gossip tánctársulatnak és Arlene Phillips tánccsoportjának is. 1981-ben a The Kenny Everett Television Show című zenés , szórakoztató műsor jeleneteiben szerepelt. 1983-ban statisztaszerepet kapott a Fords on Water című vígjátékban, majd egy évvel később egy epizód erejéig játszott Louise szerepében a Minder című műsorban. 1984-ben a Sherlock Holmes kalandjai című sorozat egyik epizódjában szerepelt, továbbá főszerepet kapott a Real Life című komédiában Rupert Everett partnereként. 1987-ben játszott a Halálos rémületben című James Bond filmben Timothy Dalton oldalán és a Hugh Grant főszereplésével készült Maurice című drámában. 1988-ban megkapta Cissy Meldrum szerepét a Csengetett, Mylord? című komédiasorozatban. 1990-ben Roger Corman horrorfilmjében, az Az örök Frankensteinben Elizabeth szerepét játszotta. A filmben John Hurt, Raul Julia és Bridget Fonda mellett szerepelt. 1994-ben szerepelt az Agatha Christie: Poirot filmsorozat Poirot karácsonya című epizódjában. 2007-ben a Doktorok című sorozat állandó szereplője lett. 2008 és 2009 között az Emmerdale Farm című szappanoperában alakította Pam Montclare szerepét.

## Magánélete
Egy időben gyengéd szálak fűzték András yorki herceghez.
Férjével Kit Hesketh-Harvey brit színész és forgatókönyvíróval 1986 júniusában házasodtak össze. Két gyermekük született: Augusta Grace 1987. december 30-án és Rollo Constantine 1990. május 27-én.
2010-ben bőrrákot diagnosztizáltak nála, de a betegségét a korai szakaszában diagnosztizálták és felépült belőle.
A színjátszás mellett jótékonysági munkákat is végez. Önkéntesként vesz részt a GRUBB Forward jótékonysági intézet munkájában.